# Бухарівська сільська рада
Бу́харівська сільська́ ра́да — колишній орган місцевого самоврядування в Острозькому районі Рівненської області. Адміністративний центр — село Бухарів.

## Загальні відомості
- Бухарівська сільська рада утворена в 1939 році.
- Територія ради: 31,3 км²
- Населення ради: 450 осіб (станом на 2019 рік)
- Територією ради протікає річка Горинь.

## Населені пункти
Сільській раді були підпорядковані населені пункти:
- с. Бухарів
- с. Завизів
- с. Михалківці

## Склад ради
Рада складалася з 12 депутатів та голови.
- Голова ради: Кадебський Сергій Володимирович
- Секретар ради: Кадебська Ольга Степанівна

### Керівний склад попередніх скликань
| Прізвище, ім'я, по батькові     | Основні відомості                                                 | Дата обрання | Дата звільнення |
| ------------------------------- | ----------------------------------------------------------------- | ------------ | --------------- |
| Ткачук Володимир Володимирович  | Сільський голова, 1969 року народження, безпартійний              | 26.03.2006   | 31.10.2010      |
| Кадебський Сергій Володимирович | Сільський голова, 1975 року народження, освіта вища, безпартійний | 31.10.2010   |                 |

Примітка: таблиця складена за даними сайту Верховної Ради України